# Szalagos mézevő
A szalagos mézevő (Cissomela pectoralis) a madarak osztályának verébalakúak (Passeriformes) rendjébe és a mézevőfélék (Meliphagidae) családjába tartozó Cissomela nem egyetlen faja.

## Rendszerezés
Besorolása vitatott, egyes rendszerezők a Certhionyx nembe  helyezik Certhionyx pectoralis néven.

## Előfordulása
Ausztrália északi részén honos. A természetes élőhelye szubtrópusi vagy trópusi száraz erdők, szubtrópusi vagy trópusi mangroveerdők, száraz szavannák és bozótosok.

## Megjelenése
Átlagos testhossza 14 centiméter.

## Életmódja
Nektárral, rovarokkal és virágokkal táplálkozik.

## Külső hivatkozások
- Képek az interneten a fajról
- Internet Bird Collection - videók a fajról